# 500 Place d'Armes
Le 500 Place d'Armes, ou édifice de la Banque-Canadienne-Nationale, est un gratte-ciel de Montréal. Construit en 1968, il mesure 134,6 mètres de hauteur et compte 32 étages. Il est situé au 500, place d'Armes dans le Vieux-Montréal.

## Description
Le 500 Place d'Armes, culminant à 130 mètres de hauteur, est le plus haut édifice de la place d'Armes de Montréal, et le 26e plus haut de la métropole québécoise, devant la tour Est du Complexe Desjardins.
Le bâtiment a été construit, de 1963 à 1967, pour abriter le siège de la Banque Canadienne Nationale, devenue Banque Nationale en 1979 avec la fusion entre la Banque provinciale du Canada et la Banque canadienne nationale.
Les architectes sont Pierre Boulva et Jacques David.